# Медресе Бозори гусфанд
Медресе Бозори гусфанд (Бозори-гусфанд, Бозори Гусфанд, Бозори-Гусфанд, Бозори-Гусфонд, Базар-и Гусфанд, Мадрасаи Гуспанд) (узб. Bozori go'sfand madrasasi) — утраченное здание медресе в Бухаре (Узбекистан), воздвигнутое в 1669 году (или в 1669—1670 годах; в 1669/70 году) на средства и по приказу узбекского правителя Абдулазиз-хана. Полное название медресе Мадрасаи Фатхулло-гуспанд-джаллоб («Медресе Фатхулло, торговца баранами»), или, по другим сообщениям, Мадрасаи бозори гуспанд («Медресе на бараньем базаре»).
Медресе располагалось в квартале Усто Рухи; на северной стороне площади бухарского Регистана, напротив возвышающейся там теперь водонапорной Шуховской башни; к северо-востоку от Арка; напротив медресе Нихол (Ходжа Нихол), составляя с ним единый архитектурный ансамбль — кош.
Вакуфные грамоты медресе Бозори гусфанд впервые были исследованы М. Ю. Саиджановым. Известно, что основателем медресе Бозори гусфанд и Абдулазиз-хана были переданы в вакуф посевные земли 20 кишлаков расположенных в районах Бухары, Нураты и Шахрисабза.
Медресе являлось одним из крупнейших архитектурных памятников Бухары и было одним из немногих, где велась учёба до самой Бухарской революции. При Советской власти, с 1926 года была начата его разборка. В середине 1930-х годов сохранялся в целом виде только передний фасад, с высоким пештаком, украшенный облицовкой. Снесено во второй половине 1930-х годов.
Его архитектурная планировка отвечала установившейся обязательной традиции. Медресе имело аудитории для чтения лекций (дарсхона) и 72 больших и малых худжр, расположенных в два этажа по периметру двора.
Внешние и внутренние раваки медресе были украшены мозаикой, а его пештак — майоликой. Но медресе значительно было скромнее по своей отделке, чем медресе Абдулазиз-хана. Его пештак был оценен М. Ю. Саиджановым «высоким и величественным». До наших дней дошло майоличное панно с портала медресе Бозори гусфанд. Оно ныне хранится в ташкентском музее.
В композиционном отношении медресе Бозори гусфанд представлял большой интерес. При его постройке, зодчими была нарушена каноническая замкнутость боковых фасадов и его наружные стены, которые обычно бывают глухими, в данном случае имели, как в медресе Кукельдаше, Хиёбоне и Ходжа Нихоле (последние два утрачены), открытые балконы (лоджии) второго этажа.